# Fluviatilavis antunesi
Fluviatilavis antunesi — викопний вид сивкоподібних птахів родини чоботарових (Recurvirostridae), що мешкав в еоцені на території Європи. Скам'янілі рештки птаха знайдені в Португалії.